# Philémon-Louis Savary
Philémon-Louis Savary, né en 1654 et mort en 1727, est un théologien et économiste français.

## Biographie
Fils de Jacques Savary, l’éminent négociant, fermier des domaines sous Fouquet, disgracié avec lui, Savary embrassa l’état ecclésiastique. Chanoine de Saint-Maur, il consacra ses loisirs à la culture des lettres et obtint en 1679 le prix d'éloquence à l’Académie française pour un Discours sur la vraie et la fausse humilité. 
Agent de la maison de Mantoue en France à la suite de son père, il est en cette qualité envoyé par le duc Ferdinand-Charles aux Conférences de Ryswick avec le marquis Bailliany et le docteur San Mafféi.
Frère de l’inspecteur général de la Douane Savary des Brûlons, chargé par le roi de transformer une nomenclature alphabétique de toutes les espèces de marchandises sujettes au droit, ajoutée de définitions succinctes, qu’il avait dressée pour son usage personnel, en Dictionnaire universel de commerce, il le seconda dans cet ouvrage très important avant de le continuer seul, après la mort de son frère en 1716. Le Dictionnaire parut par ses soins en 1723, 2 vol. in-fo . À sa mort, en 1727, il laissa un Supplément qui fut publié en 1730, et depuis refondu dans le Dictionnaire, dont la meilleure édition est celle de Copenhague (Genève), 1759-66, 5 vol. in-fol., augmenté par Claude Philibert.

## Publications
- Dictionnaire universel de commerce : contenant tout ce qui concerne le commerce qui se fait dans les quatre parties du monde, par terre, par mer, de proche en proche, & par des voyages de long cours, tant en gros qu'en détail : l'explication de tous les termes qui ont rapport au négoce ... les édits, déclarations, ordonnances, arrests, et reglemens donnés en matière de commerce, Paris, veuve Estienne, 1741, (OCLC 22885106).